# Muchotrzew zbożowy
Muchotrzew zbożowy, delia polna (Spergularia segetalis (L.) G. Don) – gatunek rośliny z rodziny goździkowatych (Caryophyllaceae). Występuje w Europie Zachodniej po Niemcy oraz na Ukrainie. W Polsce jest bardzo rzadki, dawno temu stwierdzony tylko koło Dalkowa w województwie dolnośląskim. Roślina namulisk i wilgotnych zagłębień wśród pól. Współcześnie uznany za wymarły.

## Morfologia
PokrójRoślina drobna, do 10 cm wysokości. Łodyga wyprostowana, rozgałęziona widlasto, naga.
LiścieNaprzeciwległe, równowąskie i nagie. Zaostrzone na końcu i tam z osadzonym ostrzem. U nasady z błoniastymi przylistkami.
KwiatyOsadzone na długich szypułkach i zebrane w luźny kwiatostan wierzchotkowaty. Działek, płatków i pręcików 5, rzadko 4 lub 3. Działki zielone z brzegiem obłonionym, kształtu lancetowatojajowatego, zaostrzone. Płatki drobne, sięgają do połowy działek, białe. Zalążnia jajowata z trzema szyjkami słupka.
OwoceTorebka otwierająca się trzema klapami i zawierająca liczne, drobne nasiona.

## Zagrożenia
Roślina umieszczona na Czerwonej liście roślin i grzybów Polski (2006) w grupie gatunków wymierających, krytycznie zagrożonych (kategoria zagrożenia: E). W wydaniu z 2016 roku otrzymała kategorię RE (wymarły na obszarze Polski).
Znajduje się także w Polskiej Czerwonej Księdze Roślin w grupie gatunków wymarłych (kategoria EX).